# Adlerhorst
Adlerhorst (česky Orlí hnízdo, oficiálně Führerhauptquartier Adlerhorst) bylo jedno ze stálých velitelských stanovišť (bunkrů) Adolfa Hitlera. Jeho zbytky se nacházejí v lesích v pohoří Taunus poblíž města Bad Nauheim v Německu. Hitler odtud řídil v prosinci 1944 bitvu v Ardenách. Přesunul se do něj z Vlčího doupěte, které bylo od jeho nového bojového plánu značně vzdáleno a rovněž z důvodu, že postupující Rusové již byli v zimě 1944 na území Východního Pruska.
Ve srovnání s Vlčím doupětem šlo o velmi malý areál, měl však výhodnou polohu pro vedení všech vojenských operací v západní Evropě, zejména ve Francii a Belgii. Od bojišť bylo Orlí hnízdo bezpečně vzdáleno, avšak ne tolik, aby se z něj operace nedaly řídit. Jako většina Hitlerových bunkrů, byl i tento ukryt v hlubokých lesích.